# Monhystrella altherri
Monhystrella altherri är en rundmaskart. Monhystrella altherri ingår i släktet Monhystrella och familjen Monhysteridae. Inga underarter finns listade i Catalogue of Life.